# Thymolblau
Thymolblau ist ein Triphenylmethanfarbstoff und gehört zur Gruppe der Sulfonphthaleine. Es findet Verwendung als pH-Indikator. Sein Phthalein-Analogon ist das Thymolphthalein. Durch Bromierung kann das Bromthymolblau dargestellt werden.

## Eigenschaften

### Physikalische Eigenschaften
Thymolblau ist ein grüner Feststoff mit phenolartigem Geruch und schmilzt bei 221 °C.

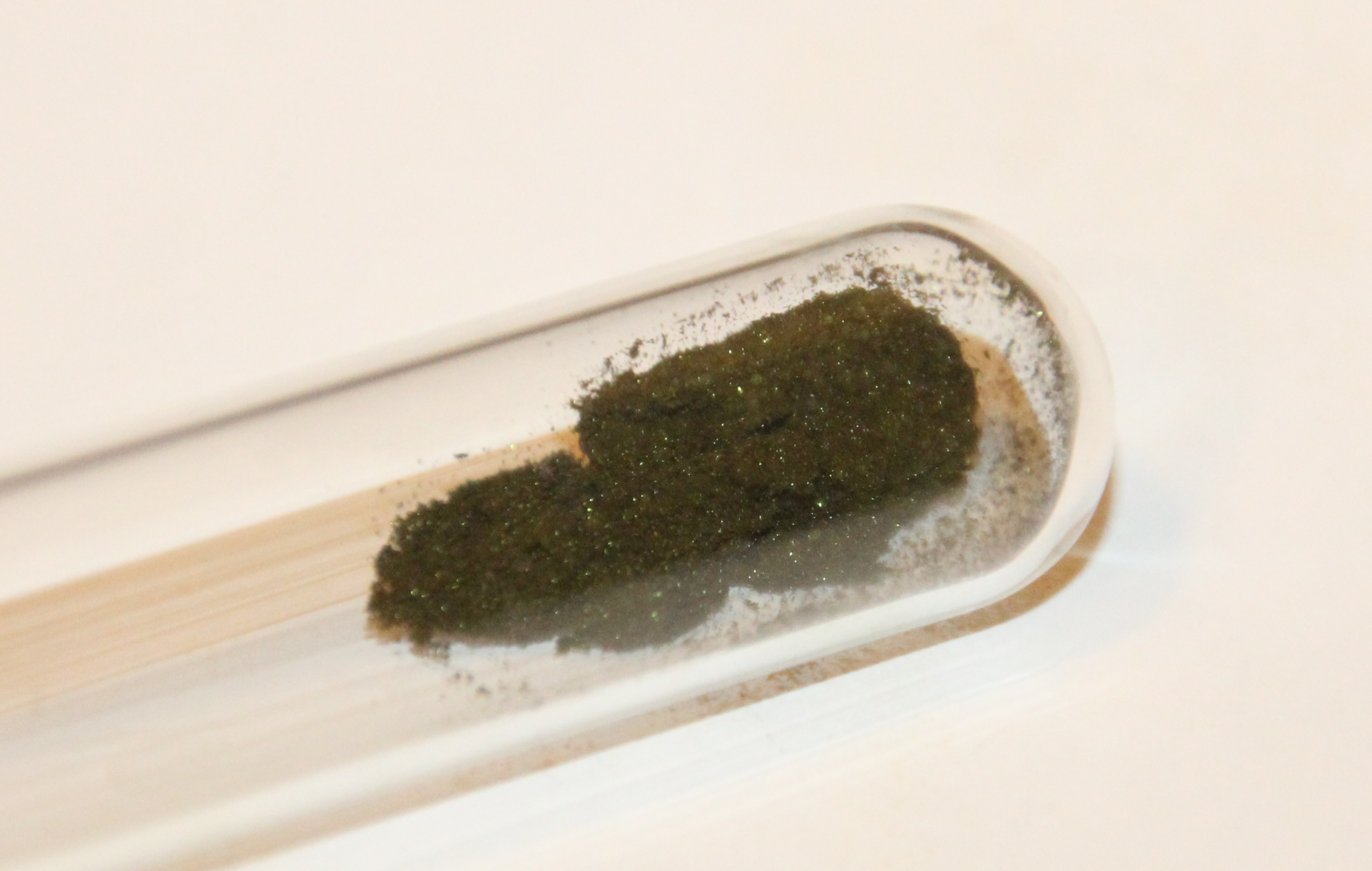
Grüne Kristalle des Thymolblau

### Chemische Eigenschaften
Es liegen zwei Farbumschlagspunkte vor:
- pH 1,2–2,8: Farbänderung von violettrot nach bräunlichgelb
- pH 8,0–9,6: Farbänderung von gelbgrünlich nach blau

Thymolblau enthält zwei Hydroxygruppen und einen wenig stabilen Sultonring. Im wässrigen Medium wird dieser Ring gespalten, und nach einer Umlagerung entsteht die chinoide gelb gefärbte Form des Farbstoffs. Im stark saurem Milieu (pH < 1,2) wird das chinoide System protoniert, die Lösung wird dadurch violettrot. Im basischen Milieu (pH = 8,0–9,6) wird die Hydroxygruppe deprotoniert und die Lösung färbt sich blau.
| Spezies  | H2In                                                       | HIn−                                                      | In2−                                                      |
| Struktur | Strukturen des Thymolblau bei unterschiedlichen pH-Werten  | Strukturen des Thymolblau bei unterschiedlichen pH-Werten | Strukturen des Thymolblau bei unterschiedlichen pH-Werten |
| pH       | < 1,2                                                      | 2,8–8,0                                                   | > 9,6                                                     |
| Farbe    | violettrot                                                 | gelb                                                      | blau                                                      |
| Farbe    | Farbwechsel von Thymolblau bei unterschiedlichen pH-Werten |                                                           |                                                           |

## Verwendung
Thymolblau wird bei Säure-Base-Titrationen als Indikator eingesetzt. Dabei wird meistens nur der zweite Umschlagsbereich (pH = 8,0–9,6) zur Indikation verwendet.